# Eublemmoides novaeguineae
Eublemmoides novaeguineae là một loài bướm đêm trong họ Erebidae.